# Urpo Korhonen
Urpo Korhonen (n. 8 februarie 1923, Rautalampi, Kuopio Province⁠(d), Finlanda – d. 10 august 2009, Lahti, Finlanda) a fost un scriitor ce a reprezentat Finlanda, medaliat olimpic. A participat la o ediție a Jocurilor Olimpice (1952) în care a câștigat o medalie de aur.

## Participări
Lista de mai jos prezintă principalele competiții la care a participat Urpo Korhonen de-a lungul carierei.
- cross-country skiing at the 1952 Winter Olympics – men's 4 × 10 kilometre relay[*]